# Villeret (Berna)
Villeret é uma comuna da Suíça, localizada no Cantão de Berna, com 887 habitantes, de acordo com o censo de 2010 . Estende-se por uma área de 16,24 km², de densidade populacional de 54,6 hab/km². Confina com as seguintes comunas: Saint-Imier, Nods, Cormoret, Les Breuleux, Muriaux e Villiers.
A língua oficial desta comuna é o francês, já que está localizada no Jura Bernense, porção francófona do Cantão de Berna.

## Idiomas
De acordo com o censo de 2000, a maioria da população fala francês (83,1%), sendo o alemão a segunda língua mais comum, com 11,3%, e, em terceiro lugar, o albanês, com 2,4%.